# Hull (rzeka)
Hull (ang. River Hull) – rzeka w północno-wschodniej Anglii, w hrabstwie East Riding of Yorkshire. Wypływa ze źródeł na wzgórzach Yorkshire Wolds, na zachód od miejscowości Driffield. Płynie w kierunku południowym, przez zachodnią część regionu Holderness. Jej ujście do estuarium Humber znajduje się w mieście Kingston upon Hull. 